# Orthotrichum sordidum
Orthotrichum sordidum là một loài Rêu trong họ Orthotrichaceae. Loài này được Sull. & Lesq. mô tả khoa học đầu tiên năm 1870.